# Нахарија
Нахарија (хебр. נהריה, арап. ‏نهاريا‎) је град у Израелу у Северном округу. Према процени из 2007. у граду је живело 51.100 становника.

## Становништво
Према процени, у граду је 2007. живело 51.100 становника.
| 1983.  | 1995.  |
| ------ | ------ |
| 27.834 | 36.341 |

## Градови побратими
- Алцај
- Офенбах на Мајни
- Дармштат
- Падерборн
- Issy-Les-Moulineaux
- Темпелхоф, Берлин
- Билефелд
- Мајами Бич
- Делреј Бич
- Кечкемет